# Hafid El Boustati
Hafid El Boustati né le 2 janvier 1985 à La Haye aux Pays-Bas est un kick-boxeur néerlando-marocain de poids welters.

## Biographie
A l'âge de cinq ans, Hafid commence le football. Inspiré par les légendes de boxe telle que Mohamed Ali ou Mike Tyson, sa passion pour le sport de combat devient de plus en plus fort au fil du temps. Sa mère lui déconseille et lui interdit de pratiquer ce mort car il est dangereux. À l'âge de 15 ans, Hafid décide quand même de se lancer dans le sport de combat en s'inscrivant dans la salle TB Den Haag. Il commence alors le boxe-thaï.  Après deux mois, Hafid doit déjà combattre pour la première fois. Remportant chaque combat, il résulte son premier titre européen en 2006. Un an plus tard, il remporte le titre UMC. À la suite d'une blessure au genou, El Boustati doit faire une pause. Pendant sa revalidation, Hafid a appris beaucoup de nouvelles techniques et les mets en pratique lors de son retour, en même temps que son inscription dans une nouvelle salle Mousid Gym à Amsterdam. 
Lorsqu'il s'installe à Amsterdam, Hafid termine ses études en International Business Management. El Boustati fait part de son nouveau style de combat lors d'un gala It's Showtime. Il remporte une victoire historique contre Mo 'the rock' Medhar. 
En 2019, Hafid El Boustati signe son retour lors d'un gala organisé à Anvers.

## Palmarès
- 2006 : Champion KOC 8 man tournament
- 2006 : Champion européen IRO
- 2007 : Vlaardingen 4 man tournament
- 2008 : UMC Intercontinental
- 2008 : Champion européen IRO